# Pablo de Lucas
Pablo de Lucas Torres (* 20. September 1986 in Elche) ist ein spanischer ehemaliger Fußballspieler, der hauptsächlich im Mittelfeld eingesetzt wurde.

## Karriere
De Lucas durchlief sämtliche Jugendmannschaften von Sporting Gijón und gab sein Debüt am 2. September 2005, als er die letzten zwei Minuten beim 4:0-Sieg gegen Gimnàstic de Tarragona spielen durfte. Sein erstes Tor erzielte er während der Saison 2007/08 beim 2:1-Heimerfolg gegen Albacete Balompié. Am Ende der Saison stand die Mannschaft erstmals seit zehn Jahren wieder auf einen Aufstiegsplatz und stieg so in die höchste spanische Spielklasse auf. 
Zum Jahresbeginn 2009 verließ de Lucas Gijón und wechselte erst zu Deportivo Alavés und im Sommer 2009 dann zu Villajoyosa CF. In den nächsten Jahren spielte er in Spanien für CD San Roque de Lepe, Rayo Vallecano B und UD Salamanca, bevor er 2013 nach Rumänien zu Petrolul Ploiesti wechselte. Ab Sommer 2015 stand er für ein halbes Jahr in Israel bei Beitar Jerusalem unter Vertrag, kehrte dann nach Rumänien, diesmal zu FC Viitorul Constanta, zurück. Ein weiteres halbes Jahr später wechselte de Lucas nach Griechenland zu AO Xanthi. Im Januar 2020 führte sein Weg wieder nach Rumänien, wo er erst für FC Voluntari und anschließend für FC Arges Pitesti spielte. In der Saison 2021/22 spielte de Lucas in Albanien bei FK Kukesi, bevor er seine Karriere im Dezember beim FC Brindisi in Italien beendete.